# Phidippus ursulus
Phidippus ursulus är en spindelart som beskrevs av Edwards 2004. Phidippus ursulus ingår i släktet Phidippus och familjen hoppspindlar. Inga underarter finns listade i Catalogue of Life.